# Ōza 1988
L'Ōza 1988 è stata la trentaseiesima edizione del torneo goistico giapponese Ōza.

## Svolgimento

### Fase preliminare
La fase preliminare serve a determinare chi accede al torneo per la selezione dello sfidante. Consiste in una serie di tornei preliminari iniziali, i cui vincitori si qualificano al torneo per la determinazione dello sfidante.
- W indica vittoria col bianco
- B indica vittoria col nero
- X indica la sconfitta
- +R indica che la partita si è conclusa per abbandono
- +N indica lo scarto dei punti a fine partita
- +F indica la vittoria per forfeit
- +T indica la vittoria per timeout
- +? indica una vittoria con scarto sconosciuto
- V indica una vittoria in cui non si conosce scarto e colore del giocatore

|  | Primo turno      | Primo turno      | Primo turno |  |  | Secondo turno    | Secondo turno    | Secondo turno    |  |                  | Semifinali       | Semifinali      | Semifinali |  |  | Finale | Finale | Finale |
|  |                  |                  |             |  |  |                  |                  |                  |  |                  |                  |                 |            |  |  |        |        |        |
|  | Masaki Takemiya  | Masaki Takemiya  | B+1,5       |  |  |                  |                  |                  |  |                  |                  |                 |            |  |  |        |        |        |
|  | Yoshio Ishida    | Yoshio Ishida    |             |  |  | Masaki Takemiya  | Masaki Takemiya  | B+R              |  |                  |                  |                 |            |  |  |        |        |        |
|  | Shoichi Takagi   | Shoichi Takagi   |             |  |  | Shuzo Awaji      | Shuzo Awaji      |                  |  |                  |                  |                 |            |  |  |        |        |        |
|  | Shuzo Awaji      | Shuzo Awaji      | W+R         |  |  |                  |                  |                  |  | Masaki Takemiya  | Masaki Takemiya  | B+4,5           |            |  |  |        |        |        |
|  | Satoru Kobayashi | Satoru Kobayashi | B+R         |  |  |                  | Satoru Kobayashi | Satoru Kobayashi |  |                  |                  |                 |            |  |  |        |        |        |
|  | Cho Chikun       | Cho Chikun       |             |  |  | Satoru Kobayashi | Satoru Kobayashi | B+R              |  |                  |                  |                 |            |  |  |        |        |        |
|  | Shuzo Ohira      | Shuzo Ohira      |             |  |  | Norimoto Yoda    | Norimoto Yoda    |                  |  |                  |                  |                 |            |  |  |        |        |        |
|  | Norimoto Yoda    | Norimoto Yoda    | W+R         |  |  |                  |                  |                  |  |                  | Masaki Takemiya  | Masaki Takemiya | B+R        |  |  |        |        |        |
|  | Hideki Komatsu   | Hideki Komatsu   | B+5,5       |  |  |                  | Kōichi Kobayashi | Kōichi Kobayashi |  |                  |                  |                 |            |  |  |        |        |        |
|  | Tatsuaki Iwata   | Tatsuaki Iwata   |             |  |  | Hideki Komatsu   | Hideki Komatsu   |                  |  |                  |                  |                 |            |  |  |        |        |        |
|  | Kōichi Kobayashi | Kōichi Kobayashi | B+R         |  |  | Kōichi Kobayashi | Kōichi Kobayashi | W+1,5            |  |                  |                  |                 |            |  |  |        |        |        |
|  | Takeshi Sakai    | Takeshi Sakai    |             |  |  |                  |                  |                  |  | Kōichi Kobayashi | Kōichi Kobayashi | B+1,5           |            |  |  |        |        |        |
|  | Norio Kudo       | Norio Kudo       | B+R         |  |  |                  | Rin Kaiho        | Rin Kaiho        |  |                  |                  |                 |            |  |  |        |        |        |
|  | Yoshinori Kano   | Yoshinori Kano   |             |  |  | Norio Kudo       | Norio Kudo       |                  |  |                  |                  |                 |            |  |  |        |        |        |
|  | Yasumasa Hane    | Yasumasa Hane    |             |  |  | Rin Kaiho        | Rin Kaiho        | W+1,5            |  |                  |                  |                 |            |  |  |        |        |        |
|  | Rin Kaiho        | Rin Kaiho        | W+R         |  |  |                  |                  |                  |  |                  |                  |                 |            |  |  |        |        |        |

### Finale
La finale è una sfida al meglio delle cinque partite.